# Burpham
Burpham är en ort och civil parish i Storbritannien.   Den ligger i grevskapet West Sussex och riksdelen England, i den södra delen av landet, 80 km söder om huvudstaden London. Burpham ligger 17 meter över havet och antalet invånare är 145.
Terrängen runt Burpham är huvudsakligen platt, men åt nordväst är den kuperad. Runt Burpham är det mycket tätbefolkat, med 1 018 invånare per kvadratkilometer. Närmaste större samhälle är Worthing, 11,9 km sydost om Burpham. Trakten runt Burpham består till största delen av jordbruksmark.